# Brooke Ellison
Brooke Ellison  (Nueva York, 20 de octubre de 1978-4 de febrero de 2024) fue una académica y activista por las personas discapacitadas estadounidense, ella fue la primera persona cuadripléjica en graduarse de la Universidad de Harvard.

## Biografía
Ellison nacio en Rockville Centre en Nueva York el 20 de Octubre de 1978. Ellison fue arrollada por un vehículo el 4 de septiembre de 1990, a la edad de 11 años, mientras cruzaba la calle en su primer día de clases de primaria quedando paralizada del cuello para abajo. Ellison se graduó de la Ward Melville High School con altos honores, y fue aceptada en Harvard. Se graduó de Magna Cum Laude de Harvard con un certificado en Neurociencia cognitiva en 2000 y un grado de maestría en políticas públicas de la Escuela de Gobierno John F. Kennedy de Harvard, Lo que la convertio en la primer persona cuadripléjica en graduarse de Harvard.
Ellison completo su Doctorado en Filosofía en la Universidad de Stony Brook en 2012.
Ella trabajo como profesora en la escuela de Tecnología Medica y Administración de la Universidad de Stony Brook. También fue una oradora motivacional en esta misma universidad.
Ellison era una activista por el desarrollo de tecnología accesible para las personas discapacitadas. Ella se desempeño como Vicepresidenta de Accesibilidad Tecnológica en United Spinal Association desde enero de 2023, un tiempo después de haberse unido al consejo de administración de esta organización en 2022.
Brooke Ellison murió en el Hospital Universitario de Stony Brook el 4 de febrero de 2024, a causa de complicaciones relacionadas con su cuadriplejía.

## Politica
Ellison fue candidata del Partido Demócrata para la elección de 2006 del Senado de Nueva York. Fue derrotada por el senador republicano John Flanagan.

## The Brooke Ellison Story
En la versión cinematográfica de 2004 (The Brooke Ellison Story) Ellison es interpretada por la actriz Lacey Chabert y Vanessa Marano. La película de 2004 fue dirigida por el también cuadrapléjico Christopher Reeve, estrella de Superman. Esta película es notable ya que fue la última película dirigida por él antes de su muerte. La película fue estrenada antes de la muerte de Reeve.